# Issawi Frej
 (juin 2021).
Si vous disposez d'ouvrages ou d'articles de référence ou si vous connaissez des sites web de qualité traitant du thème abordé ici, merci de compléter l'article en donnant les références utiles à sa vérifiabilité et en les liant à la section « Notes et références ».
Issawi Frej (arabe : عيسوي فريج , hébreu : עִיסָאוּוִי פרֵיג׳, né le 14 décembre 1963) est un homme politique arabo-israélien, député à la Knesset pour le Meretz de 2013 à 2019 et ministre de la Coopération régionale de 2021 à 2022.

## Biographie

### Enfance et formation
Frej est né à Kafr Qasim, en Israël, dans une famille arabo-musulmane. Son grand-père est tué par l'armée israélienne durant le massacre de Kafr Qasim en 1956. Frej est l'aîné de douze enfants. En 1982, il commence à étudier la comptabilité et l'économie à l'Université hébraïque de Jérusalem, puis travaille comme comptable. Pendant qu'il est à l'université, il rejoint le groupe judéo-arabe "Campus", puis le parti Ratz, qui fusionne plus tard dans le Meretz.

### Carrière politique
Frej se présente pour la première fois à la Knesset en 2003, et est placé seizième sur la liste du Meretz pour les élections. Cependant, le parti ne remporte que six sièges. Pour les élections de 2006, il est placé à la septième place, mais Meretz ne remporte que cinq sièges. Aux élections de 2009, il est placé neuvième, mais ne réussit pas de nouveau à remporter un siège, puisque Meretz est réduit à trois députés. 
Cependant, après avoir été placé cinquième sur la liste du parti pour les élections de 2013, il rentre à la Knesset, après que le parti remporte six sièges. Frej est réélu aux élections de 2015, après avoir été placé troisième sur la liste Meretz. Il est quatrième sur la liste du parti pour les élections d'avril 2019 et est réélu alors que le parti remporte quatre sièges. En juin 2021, il rejoint le Gouvernement Bennett en tant que ministre de la Coopération régionale.